# توپولف ۱۲۷۰۴
سیارک ۱۲۷۰۴ (به انگلیسی: 12704 Tupolev، نامگذاری:1990SL28) دوازده هزار و هفتصد و چهارمین سیارک کشف شده‌است که در ۲۴ سپتامبر ۱۹۹۰ کشف شد.
قدر مطلق سیارک برابر ۱۳٫۴۰ است.